# Sebastoforo
Sebastoforo (in greco antico: σεβαστοφόρος?, sebastophoros) è stato il titolo di una classe di cortigiani presso la corte dell'Impero bizantino nel X-XII secolo. Riservata quasi esclusivamente a eunuchi, questa carica aveva delle funzioni che non sono ancora state del tutto chiarite dagli storici.

## Storia e funzioni
Il titolo di sebastoforo viene citato per la prima volta nel 975, all'interno del Taktikon dell'Escorial, dove, secondo Nicolas Oikonomides, bizantinista canadese che ne curò la prima pubblicazione moderna, si legge che esso è stato istituito tra il 963 e il 975.
Nello stesso testo, il sebastoforo è posto tra i più alti dignitari dell'impero, dopo il proedro e prima del Magister officiorum ed è citato il fatto che il titolo sia riservato solitamente a eunuchi.
Il primo a esser stato investito di tale carica di cui si abbia conoscenza è Romano Lecapeno, figlio del co-imperatore Stefano Lecapeno e nipote dell'imperatore Romano I Lecapeno. Oikonomides suggerisce che tale titolo potesse essere stato creato per Basilio Lecapeno, il potente parakoimomenos figlio illegittimo di Romano I, che fu capo del senato bizantino e tutore dell'imperatore Basilio II.
Come detto, le funzioni del sebastoforo non ci sono ancora del tutto chiare; tuttavia il nome suggerisce che esso potesse essere colui il quale portava lo stendardo dell'imperatore, o che fosse il messaggero personale dell'imperatore, ruolo, quest'ultimo, che alcuni dei sebastofori conosciuti hanno certamente ricoperto. Quello che si sa è che comunque il prestigio di questa carica durò poco, tanto che già nell'XI secolo il titolo appare su sigilli relativi a uffici piuttosto modesti nella gerarchia bizantina. Infine, il titolo scomparve definitivamente dopo il XII secolo.
In alcuni testi, ossia la collezione Patria Costantinopolitana e l'enciclopedia Suda, i sebastofori sono indicati come ufficiali dei distretti di Costantinopoli che ogni anno, il 5 ottobre, effettuavano danze dinnanzi all'imperatore. Questo fatto, tuttavia, è stato riportato dallo scrittore e funzionario bizantino del VI secolo Giovanni Lido, il quale sostiene che questa pratica esistesse sotto l'imperatore Tiberio, agli inizi della Roma imperiale.

## Sebastofori conosciuti
- Romano Lecapeno, nipote dell'imperatore Romano I Lecapeno (r. 920-944), fu castrato ancora in giovane età nel 945, dopo la perdita del potere da parte dei Lecapeni, così che non potesse avere pretese al trono. Non si conosce con certezza la data della sua morte ma è noto che fosse ancora vivo nel 975.[1]
- Stefano Pergameno, ufficiale eunuco che giocò un importante ruolo nel combinare il matrimonio tra Zoe Porfirogenita e Costantino Monomaco, il quale, grazie a tale matrimonio, diventò co-imperatore nel 1042 con il nome di Costantino IX e ricompensò Stefano con il titolo di sebastoforo. Nel 1043, alla guida dell'esercito imperiale, soppresse la ribellione organizzata da Giorgio Maniace ma più tardi cospirò contro l'imperatore e fu quindi costretto a ritirarsi alla vita monastica.[1]
- Niceforitzes, il malvisto ministro delle finanze dell'imperatore Michele VII Ducas (r. 1071-1078), effettivo governatore dell'impero assieme a Giovanni Ducas, zio dell'imperatore. Egli si fregiò di tale titolo durante la sua occupazione di Antiochia, nel 1059-1060, in qualità di duce.[1]
- Giovanni Pepagomeno, membro della famiglia (oikeios) dell'imperatore Alessio I Comneno (r. 1081-1118), attestato tra i membri del sinodo che condannò Giovanni Italo nel 1082.[1]

Sono giunti ai giorni nostri anche altri sigilli di sebastofori risalenti al X-XII secolo, ma nulla si sa in merito alla vita dei loro possessori.